# Beisenkampsiedlung
Die Beisenkampsiedlung ist eine Zechensiedlung in Datteln.

## Geschichte
Die Siedlung Beisenkamp mit annähernd 1000 Wohneinheiten entstand zwischen 1908 und 1912 nach Plänen des Kruppschen Chefarchitekten Robert Schmohl, der im Ruhrgebiet bereits einige Siedlungen süddeutscher Prägung gebaut hatte. Vorgesehen war die Kolonie für die Bergleute der nordöstlich angrenzenden Schächte III/IV der Krupp-Zeche Emscher-Lippe, die 1972 abgerissen wurde.

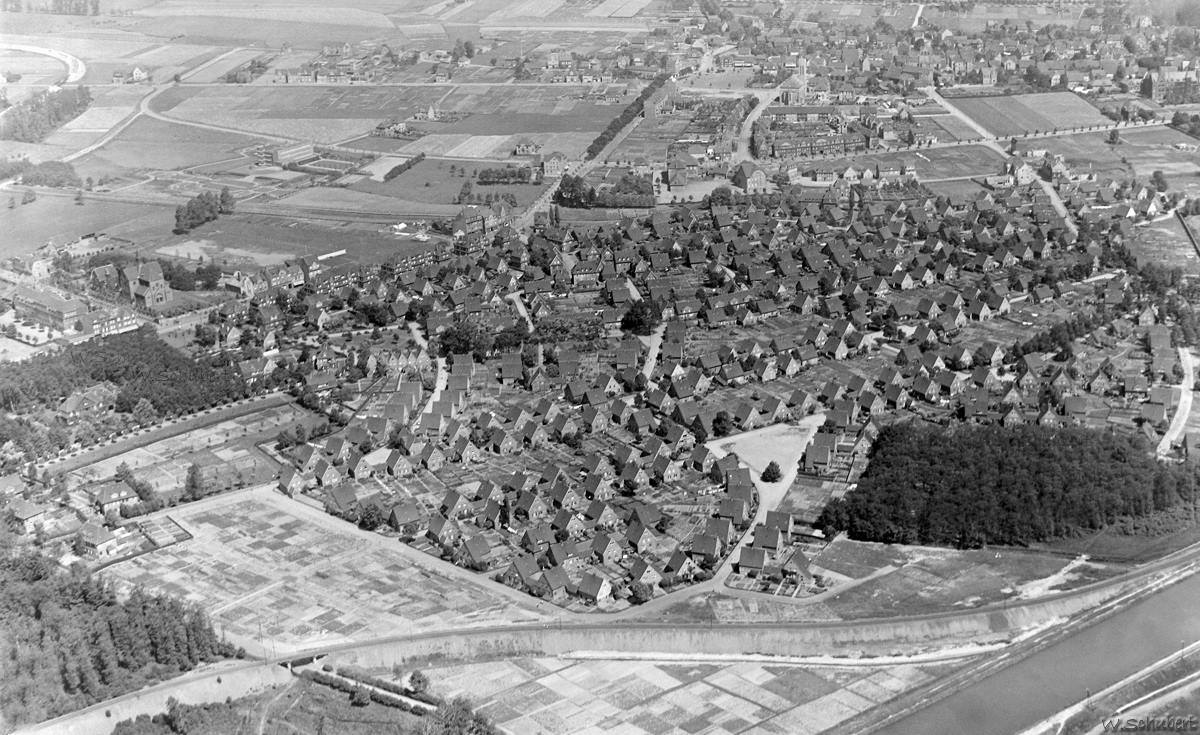
Luftbild 1928

Die Bauweise der Siedlung mit platzartigen Straßenerweiterungen in symmetrischer Gestaltung war stark an den Gestaltungsprinzipien der Gartenstadtbewegung orientiert. Dies manifestiert sich in der Gesamtplanung organisch gekrümmter Straßenabfolgen ebenso wie den wechselvollen Raumfolgen von Reihen- und Einzelhäusern, dem Spiel mit Giebelkanten und Firstrichtungen, der Ausbildung und Ornamentierung der Einzelhäuser, den Vorgärten und den Ausbaudetails. Zur verkehrsreichen Castroper Straße wird die Siedlung durch einen Riegel von Beamtenhäusern abgeschirmt.
Ursprünglich wurden die Straßen der Siedlung nach dem Alphabet benannt; im Jahr 1937 erhielten die Straßen dann ihre noch heute gültigen Namen: Kruppstraße, Oberschlesienstraße, Westpreußenstraße.

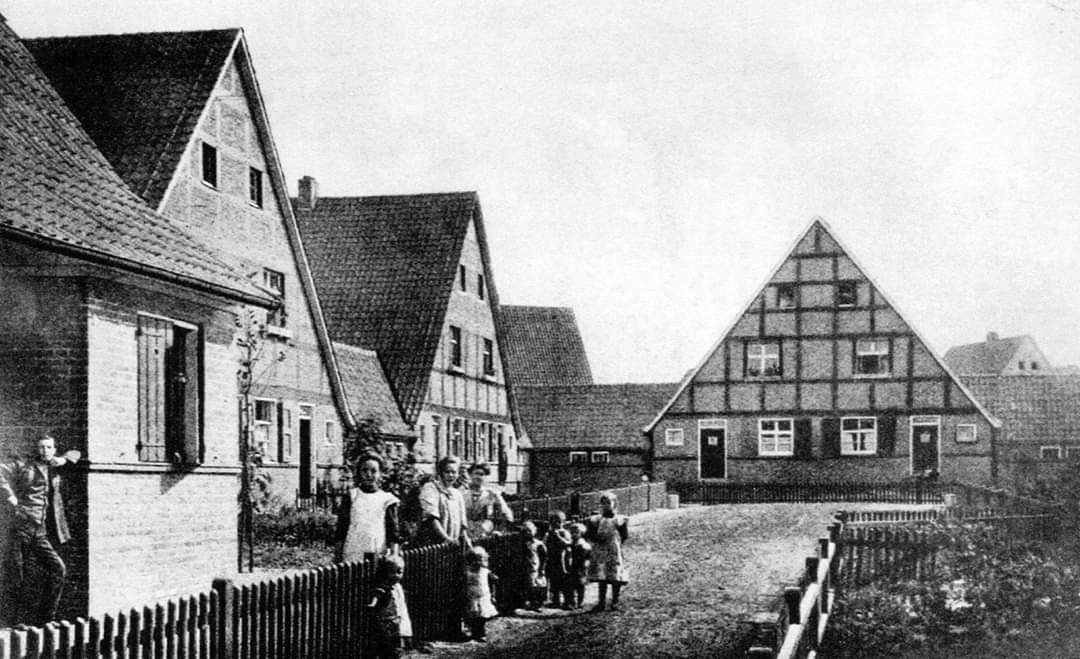
Beisenkampsiedlung, Kolonialstraße 1912

Im Zuge der Privatisierung der Siedlung 1970 wurde eine bereits bestehende Gestaltungssatzung von der Stadtverwaltung aufgeweicht, sodass zahlreiche Häuser individualistisch renoviert wurden, wodurch der harmonische Charakter zum großen Teil verloren ging.

## Verkehr
Wie die gesamte Stadt Datteln ist auch Beisenkamp an das Busliniennetz der Vestischen Straßenbahnen angeschlossen. Die Linien SB 22, S 91 und 286 binden den Stadtteil an.
| Linie | Verlauf | Takt (Mo–Fr) | Betreiber       |
| ----- | --- | ------------ | --------------- |
| SB22  | Datteln Bus Bf – Beisenkampsiedlung – Hagem Vestische Kinderklinik – Dümmer Böckenheckstr. – Meckinghoven Neuer Weg – Datteln Bf – Henrichenburg – Habinghorst – Castrop-Rauxel Hbf – Europaplatz – Castrop Münsterplatz | 30 min       | Vestische       |
| S91   | Vestische Kinderklinik – Beisenkampsiedlung – Datteln Bus Bf – Hauptfriedhof – Natrop – Brauckmann am Brink – Olfen – Rechede – Tetekum – Seppenrade – Lüdinghausen Bf                                                   | 60 min       | Vestische / RVM |
| 286   | centroOmed – Datteln Bus Bf – Beisenkampsiedlung – Hagem – Hagemer Feld | 60 min       | Vestische       |